# Poborzanie
Poborzanie – grupa etnograficzna ludności polskiej osiadła w borach dawnej ziemi zawkrzeńskiej na północ od Mławy. Obejmuje dawną drobną szlachtę, która jest wyodrębniona terytorialnie i kulturalnie od sąsiadów.